# 이화정
이화정(1985년 12월 18일 ~ )은 대한민국의 배우이다.

## 학력
- 경희대학교 연극영화과

## 공연
- 2012년 뷰티플 번아웃
- 2015년 해롤드 & 모드
- 2015년 복도에서,미성년으로 간다
- 2016년 세일즈맨의 죽음
- 2017년 보도지침
- 2019년 보도지침
- 2020년 1인의 식탁
- 2022년 베로나의 두 신사

## 드라마
- 2019년 JTBC 드라마 《열여덟의 순간》
- 2022년 SBS 드라마 《소방서 옆 경찰서》- 한수진 역
- 2023년 SBS 드라마 《소방서 옆 경찰서 그리고 국과수》- 한수진 역
- 2024년 MBC 드라마 《용감무쌍 용수정》- 기미연 역

## 연극
- 2009년 영국왕 엘리자베스
- 2009년 길삼봉뎐
- 2009년 스탑키스
- 2010년 유랑극단 쇼팔로비치
- 2012년 뷰티플 번아웃
- 2014년 로미오와 줄리엣
- 2014년 해몰드 & 모드

## 뮤지컬
- 2005년 록키호러쇼
- 2009년 New Musical 한여름밤의 꿈

## 영화
- 2004년 아 엉덩이
- 2006년 Who aml
- 2006년 A Men
- 2008년 앰뷸런스
- 2010년 폐가
- 2013년 감시자들
- 2014년 나의 독재자
- 2016년 춘몽
- 2019년 엑시트
- 2021년 더 박스
- 2021년 모가디슈
- 2022년 젠틀맨 - 화진 선배 역